# Chrysopa frequens
Chrysopa frequens är en insektsart som beskrevs av Peter Esben-Petersen 1913. 
Chrysopa frequens ingår i släktet Chrysopa och familjen guldögonsländor. Inga underarter finns listade i Catalogue of Life.